# Rewind (1971-1984)
Rewind (1971–1984) è una compilation della band britannica dei Rolling Stones, pubblicata nel 1984. Comprende brani pubblicati dal 1971 al 1984 e con due liste tracce differenti tra la versione americana e quella europea.

## Tracce

### Edizione USA
1. Miss You - 4:45
2. Brown Sugar - 3:48
3. Undercover of the Night - 4:29
4. Start Me Up - 3:32
5. Tumbling Dice - 3:37
6. Hang Fire - 2:21
7. It's Only Rock'n Roll (But I Like It) - 5:07 - (Presente solo nella versione CD)
8. Emotional Rescue - 5:38
9. Beast of Burden - 4:27
10. Fool To Cry - 5:05
11. Waiting On a Friend - 4:34
12. Angie - 4:31
13. Doo Doo Doo Doo Doo (Heartbreaker) - 3:25 - (Presente solo nella versione CD)

### Edizione UK
1. Brown Sugar - 3:49
2. Undercover of the Night - 4:32
3. Start Me Up - 3:31
4. Tumbling Dice - 3:37
5. It's Only Rock'n Roll (But I Like It) - 5:07
6. She's So Cold - 4:11
7. Miss You - 4:48
8. Beast of Burden - 4:27
9. Fool To Cry - 5:06
10. Waiting On a Friend - 4:34
11. Angie - 4:31
12. Respectable - 3:07

- Tutte le canzoni sono scritte da Jagger/Richards